# Moulin de Genville
Le moulin de Genville est un ancien moulin à eau et moulin à farine situé à Saint-Remy-Geest, section de la ville belge de Jodoigne en province du Brabant wallon.
Le moulin fait l'objet d'un classement comme monument historique et l'ensemble formé par le moulin et les terrains environnants fait l'objet d'un classement comme site.

## Localisation
Le moulin, isolé dans sa prairie en bordure du ruisseau de Genville, se situe au no 15 de la rue du Moulin de Genville, dans le hameau de Genville

,
,
situé à l'est du village de Saint-Remy-Geest, un village qui figure depuis 2022 au nombre des « Plus beaux villages de Wallonie »

,
,
,
,
,

## Historique
Le village de Saint-Remy-Geest est mentionné dès l'an 1034. Il se trouvait alors dans le comté de Louvain.
Le moulin de Genville est un ancien moulin à eau dit moulin banal, longtemps propriété des seigneurs de Mélin,.
Selon Jules Tarlier et Alphonse Wauters, un moulin banal existait déjà à Genville en 1278, et est encore cité en 1376, 1388, 1401 et 1456. Le moulin est ruiné par les guerres et est abandonné vers 1577. Plus tard, Éléonore de Mélin, dame de Mélin à l'époque des Pays-Bas espagnols, le restitue au gouvernement espagnol. Le gouvernement espagnol ayant vendu le moulin avec le domaine de Jodoigne, le comte de Romrée et de Jodoigne cède en 1731 l'emplacement du moulin, avec le cours d'eau et quelques prairies, à Philippe Chaltin, moyennant une rente annuelle et à la condition qu'on ne pourrait pas rebâtir à cet endroit un moulin à blé mais seulement un moulin à huile. Le pressoir à huile est transformé en moulin à farine en 1843,,.
Le bâtiment actuel date de la seconde moitié du XVIIIe siècle et a été largement réaménagé au milieu du XIXe siècle et en 1973.

## Classement
Le moulin fait l'objet d'un classement comme monument historique et l'ensemble formé par le moulin et les terrains environnants fait l'objet d'un classement comme site depuis le 9 janvier 1978 sous la référence 25048-CLT-0013-01,,.

## Architecture

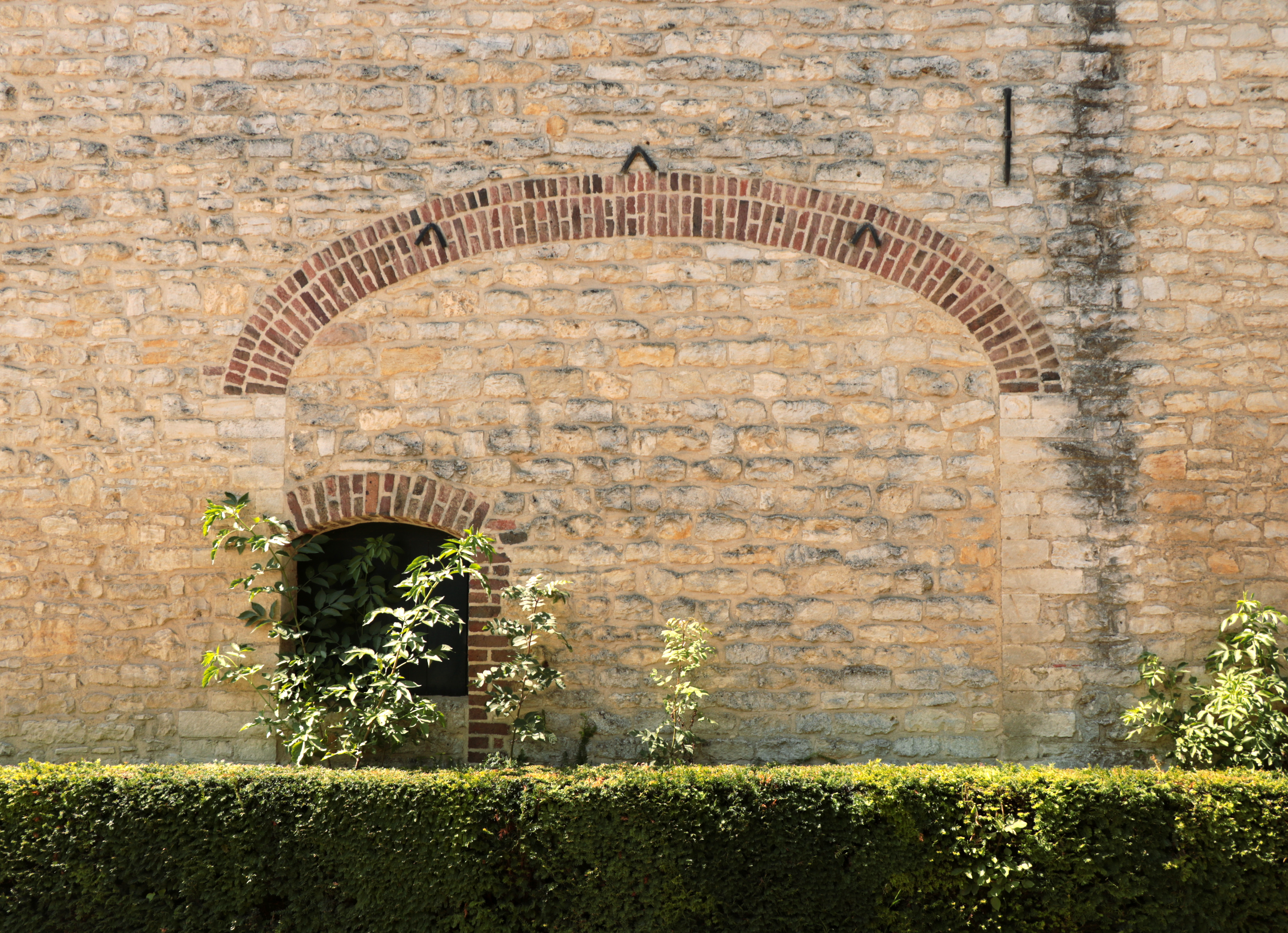
Arc de la façade latérale.